# Caupolicana nigriventris
Caupolicana nigriventris is een vliesvleugelig insect uit de familie Colletidae. De wetenschappelijke naam van de soort is voor het eerst geldig gepubliceerd in 1904 door Friese.